# Лань Тяньли
Лань Тяньли (кит. 蓝天立, род. октябрь 1962, Ичжоу, Гуанси-Чжуанский автономный район) — китайский государственный и политический деятель, председатель Народного правительства Гуанси-Чжуанского автономного района с 19 октября 2020 года.
Кандидат в члены ЦК КПК 18 и 19-го созывов, член Центрального комитета Компартии Китая 20-го созыва.

## Биография
Родился в октябре 1962 года в районе Ичжоу Гуанси-Чжуанского АР. По национальности — чжуан.
В июне 1985 года вступил в Коммунистическую партию Китая. В 1987 году окончил физический факультет Гуансиского института национальностей (ныне Гуансиский университет национальностей). После окончания института принят на работу в департамент по науке и технологиям администрации Гуанси-Чжуанского АР, в 2003 году возглавил данный департамент. В 1996 году окончил магистратуру Университета Гуанси по специальности «политическая экономия», после этого получил докторскую степень в Бэйханском университете (Пекин).
В 2007 году назначен мэром городского округа Хэчи и заместителем главы горкома КПК, в следующем году стал главой парткома КПК города Хэчи. В 2011 году — заместитель председателя комитета Гуанси-Чжуанского автономного района в Народном политическом консультативном совете Китая (НПКСК), в 2018 году возглавил этот комитет. В апреле 2015 года вошёл в состав Постоянного комитета парткома КПК Гуанси-Чжуанского АР. С августа 2016 года — заместитель председателя правительства АР и заместитель секретаря партбюро КПК правительства АР по совместительству.
В январе 2018 года избран членом Национального комитета НПКСК 13-го созыва и председателем НПКСК Гуанси-Чжуанского автономного района. 24 февраля 2018 года избран депутатом Всекитайского собрания народных представителей 13-го созыва.
В октябре 2020 года решением ЦК Компартии Китая переведён заместителем секретаря парткома КПК Гуанси-Чжуанского АР. 19 октября того же года на 19-й сессии Постоянного комитета Собрания народных представителей АР 13-го созыва назначен временно исполняющим обязанности председателя Народного правительства АР. 25 октября 2021 года на очередной сессии СНП АР утверждён в должности председателя Народного правительства Гуанси-Чжуанского автономного района.